# Baudre
Baudre est une commune française, située dans le département de la Manche en région Normandie, peuplée de 595 habitants.

## Géographie

### Localisation
La commune est en pays saint-lois. Son bourg est à 3,5 km au sud de Saint-Lô, à 6 km au nord-ouest de Condé-sur-Vire et à 9 km à l'est de Canisy. Son territoire s'étend de la Vire à l'ouest jusqu'à l'est de la route nationale no 174 de Saint-Lô à Vire.
C'est une petite commune de 380 hectares à l'aspect rural. Néanmoins, Baudre vit beaucoup avec la ville proche et sa population de 595 habitants en 2022 est très loin de trouver son activité sur place.
Baudre est dans le bassin de la Vire qui délimite le territoire à l'ouest. Deux de ses affluents parcourent le territoire communal dont le Fumichon, ou ruisseau de Baudre, qui passe au sud du bourg après avoir marqué la limite avec Saint-Lô au nord-est. La partie originelle de la commune est constituée par la vallée du Fumichon jusqu'à son confluent avec la Vire ainsi que les hauteurs qui la dominent. Par contre, la partie communale rattachée à Baudre en 1793 (Fumichon, sur l'ancienne route nationale 174) est formée par une pente orientée sud-nord qui trouve sa limite nord sur le Fumichon lui-même.
Le point culminant (93 m) se situe en limite nord, près du bourg. Le point le plus bas (14 m) correspond à la sortie de la Vire du territoire, à l'ouest. La commune est bocagère.
| Saint-Lô                                             | Saint-Lô                | Saint-Lô                |
| Bourgvallées (comm. dél. de Gourfaleur)              | Baudre                  | Condé-sur-Vire          |
| Bourgvallées (comm. dél. de La Mancellière-sur-Vire) | Sainte-Suzanne-sur-Vire | Sainte-Suzanne-sur-Vire |

### Hydrographie
La commune est située dans le bassin Seine-Normandie. Elle est drainée par la Vire, le Fumichon, le fossé 01 du Pont de Gourfaleur et divers autres petits cours d'eau,.
La Vire, d'une longueur de 128 km, prend sa source dans la commune de Vire Normandie et se jette  dans la baie de Seine en limite d'Osmanville et de Carentan-les-Marais, après avoir traversé 27 communes. 

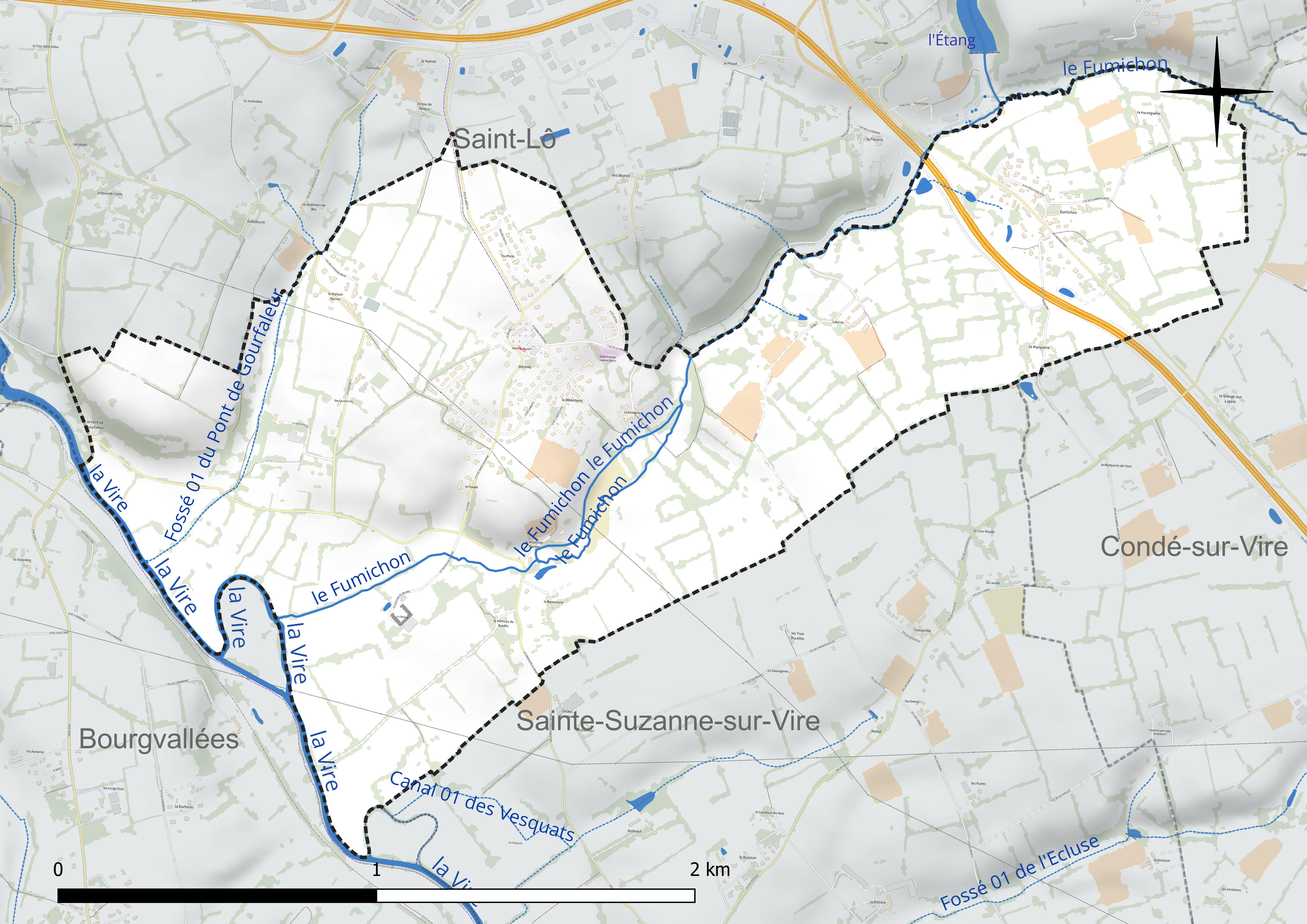
Réseau hydrographique de Baudre.

### Climat
Pour des articles plus généraux, voir Climat de la Normandie et Climat de la Manche.
En 2010, le climat de la commune est de type climat océanique franc, selon une étude du CNRS s'appuyant sur une série de données couvrant la période 1971-2000. En 2020, Météo-France publie une typologie des climats de la France métropolitaine dans laquelle la commune est exposée à un climat océanique et est dans la région climatique  Normandie (Cotentin, Orne), caractérisée par une pluviométrie relativement élevée (850 mm/a) et un été frais (15,5 °C) et venté. Parallèlement le GIEC normand, un groupe régional d'experts sur le climat, différencie quant à lui, dans une étude de 2020, trois grands types de climats pour la région Normandie, nuancés à une échelle plus fine par les facteurs géographiques locaux. La commune est, selon ce zonage, exposée à un « climat contrasté des collines », correspondant au Bocage normand, bien arrosé, voire très arrosé sur les reliefs les plus exposés au flux d'ouest, et frais en raison de l'altitude.
Pour la période 1971-2000, la température annuelle moyenne est de 10,7 °C, avec une amplitude thermique annuelle de 12 °C. Le cumul annuel moyen de précipitations est de 891 mm, avec 14 jours de précipitations en janvier et 8,5 jours en juillet. Pour la période 1991-2020, la température moyenne annuelle observée sur la station météorologique la plus proche, située sur la commune de Condé-sur-Vire à 5 km à vol d'oiseau, est de 11,3 °C et le cumul annuel moyen de précipitations est de 956,7 mm,. Pour l'avenir, les paramètres climatiques de la commune estimés pour 2050 selon différents scénarios d'émission de gaz à effet de serre sont consultables sur un site dédié publié par Météo-France en novembre 2022.

## Urbanisme

### Typologie
Au 1er janvier 2024, Baudre est catégorisée commune rurale à habitat dispersé, selon la nouvelle grille communale de densité à sept niveaux définie par l'Insee en 2022.
Elle appartient à l'unité urbaine de Saint-Lô, une agglomération intra-départementale regroupant quatre  communes, dont elle est une commune de la banlieue,,. Par ailleurs la commune fait partie de l'aire d'attraction de Saint-Lô, dont elle est une commune de la couronne,. Cette aire, qui regroupe 63 communes, est catégorisée dans les aires de 50 000 à moins de 200 000 habitants,.

### Occupation des sols
L'occupation des sols de la commune, telle qu'elle ressort de la base de données européenne d'occupation biophysique des sols Corine Land Cover (CLC), est marquée par l'importance des territoires agricoles (93,2 % en 2018), en augmentation par rapport à 1990 (92,1 %). La répartition détaillée en 2018 est la suivante : prairies (81,8 %), terres arables (11,4 %), zones urbanisées (6,8 %). L'évolution de l'occupation des sols de la commune et de ses infrastructures peut être observée sur les différentes représentations cartographiques du territoire : la carte de Cassini (XVIIIe siècle), la carte d'état-major (1820-1866) et les cartes ou photos aériennes de l'IGN pour la période actuelle (1950 à aujourd'hui).

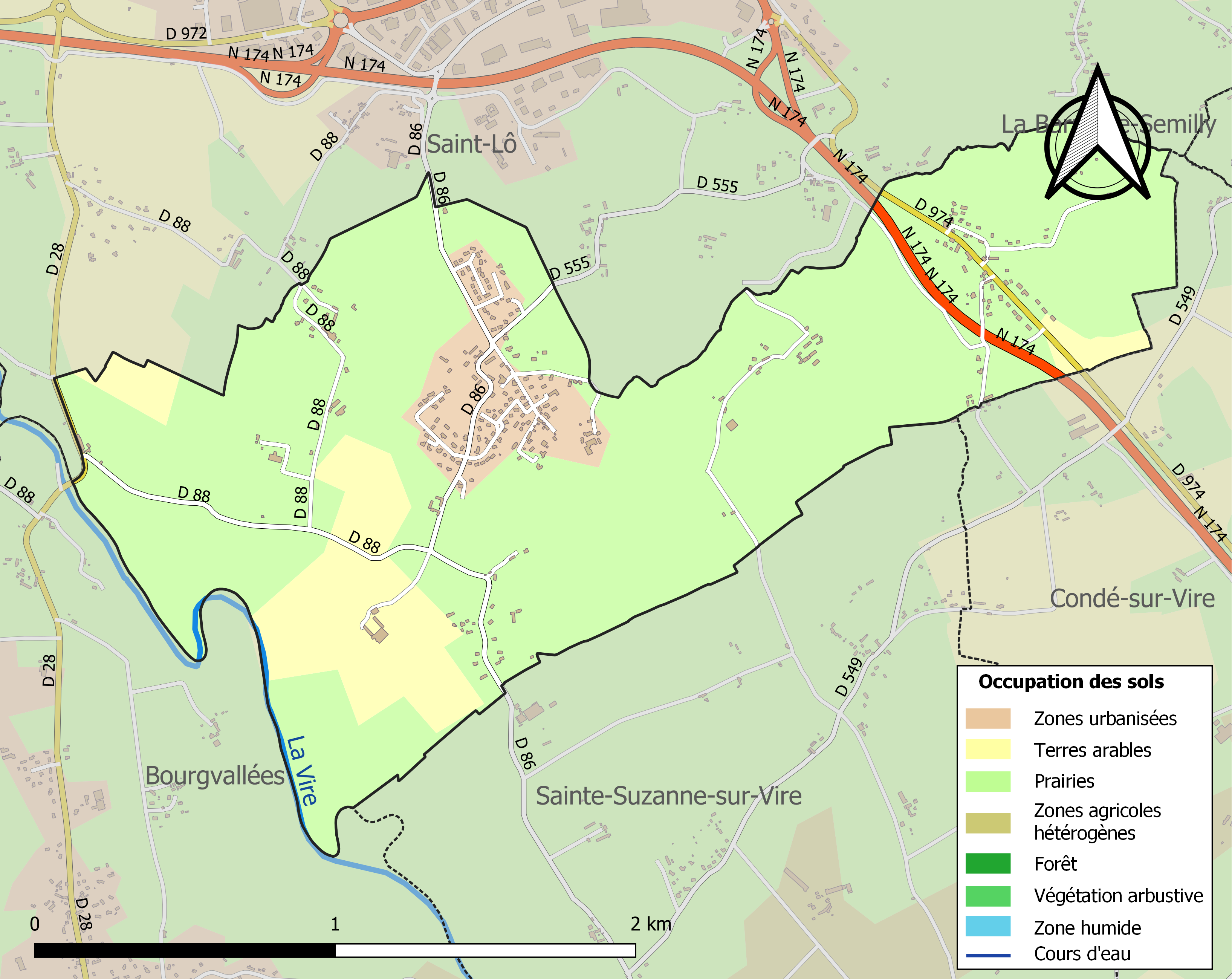
Carte des infrastructures et de l'occupation des sols de la commune en 2018 (CLC).

## Toponymie
Le nom de la localité est attesté sous les formes Baldra en 1056 et Saint-Ouen-de-Baudre en 1801.
Albert Dauzat y perçoit la racine prélatine baudr-, « boue ». Il est suivi avec réserve par René Lepelley qui quant à lui cite une racine baldr-.
L'abbé Bernard, dans son Histoire de la ville de Saint-Lô et de ses environs, émet l'opinion que l'on pourrait voir dans l'étymologie de ce toponyme « Baldéricus », transformé en Baudry puis en Baudre. Jean Adigard des Gautries a lui conclu à une origine inconnue. C'est la seule commune de ce nom en France, mais il faut en rapprocher la commune de Baudres dans l'Indre.
Le gentilé est Baudrion.

## Histoire
Il semble ne pas y avoir de documents décrivant les premiers peuplements de ce territoire. La configuration du terrain, et le fait même que le hameau qui porte le nom de Baudre soit proche de la Vire, laissent penser que c'est par cette dernière et sur ses bords que les circulations se faisaient et probablement depuis des temps très lointains.

### Moyen Âge
Le château, dont il ne reste rien d'intéressant, a été construit au pied du hameau de Baudre, au milieu des prés traversés par le Fumichon et qui étaient autrefois assez marécageux. On voit encore des douves au nord et à l'ouest des bâtiments. Il était bien situé pour commander au passage de la vallée de la Vire, mais aucune indication sur l'état ancien de ce château ne peut être fournie. Mais il est certain que, dès le XIe siècle, il abritait les seigneurs du lieu.
Avant la création du duché de Normandie, on ne trouve pas trace du nom de Baudre. Certes, on sait que Laud, qui était de noble origine et fort riche, possédait le domaine de l'ex-Briovera gallo-romaine qui devait devenir plus tard la seigneurie de Saint-Lô. Baudre, avec Le Mesnil-Rouxelin, Saint-Thomas, Sainte-Croix et Saint-Georges, faisait partie de ce domaine. Laud, devenu évêque de Coutances en 525, donnera ses biens à son église, comme c'est l'usage à cette époque. L'église de Baudre se trouva aumônée à l'abbaye de Saint-Lô.
Pour la première fois, il est fait explicitement mention de Baldra en 1056 dans la notice de confirmation par Guillaume le Bâtard, duc de Normandie, des biens de la cathédrale de Coutances, à laquelle ils avaient été apportés par Laud. Dans ce texte est également cité Folmucen, dont le toponyme subit au cours du temps des transformations en Folmuçon, puis Folmichon ou Fouinichon avant de devenir enfin Fumichon.
Henri Ier Beauclerc, duc de Normandie, qui régnera de 1100 à 1135, mentionne dans un texte adressé à Richard de Brix, évêque de Coutances depuis 1123, l'église de « Saint-Ouen de Baudre sur la Vire » (Ecclesiam de Santo Audœno de Super Viram).
Au XIIIe siècle, il n'y avait pas de chapelle dans la paroisse de Baudre. C'est plus tard que l'église fut bâtie sur le sommet du coteau au pied duquel coule le Fumichon. Dans ses parties les plus anciennes (le chœur), on trouve la trace du XVe siècle. Elle a subi depuis de nombreuses transformations.
La paroisse Saint-Ouen de Baudre a-t-elle eu comme fondateurs des Saint-Ouen ou des de Baudre ? On ne le sait pas. Mais l'abbé Bernard a relevé qu'en 1196 on voit un Nicolas de Saint-Ouen, prêtre, témoin à la charte de donation de l'église du Mesnil-Eury à l'abbaye de Saint-Lô ; et en 1210, un Guillaume de Saint-Ouen tenait à Baudre, de l'évêque de Coutances, le tiers d'un fief de chevalier. Les de Baudre n'auraient donc pas été les premiers, ou du moins les seuls seigneurs de cette paroisse. Les Saint-Ouen étaient une famille très ancienne dans la province d'après de Magny, mais rien ne prouve qu'elle se soit primitivement établie à Baudre, car elle avait en effet d'autres fiefs seigneuriaux. A-t-on voulu en prenant saint Ouen comme patron de la paroisse rappeler le patronyme de cette famille ? Ceci n'est pas exclu.
Le premier de Baudre qui soit connu est Guillaume de Baudre qui, en 1236, aumôna à l'abbaye de Saint-Lô un demi-acre de terre « dans la campagne de Chantepie ». La même charte rappelait qu'il avait fait auparavant une donation à l'Hôtel-Dieu de Saint-Lô pour le « Salut de son âme et celles de ses ancêtres ». En 1278, son fils Guillaume de Baudre confirme cette donation et en fit de nouvelles à ladite abbaye.
En 1319, Guillaume de Thieuville, évêque de Coutances, demanda au roi Philippe V le Long confirmation de certaines donations faites à l'église de Coutances. Parmi les lieux cités figurent « Mesnil Rhétand qu'on appelle Fumichon, avec un moulin qui est à Baudre, nommé le moulin Vautier »). En 1327, un Jehan de Baudre était procureur de l'abbé de Saint-Lô dans un procès jugé à Bayeux entre ledit abbé et Roger Bacon au sujet du patronage de Rampan.
Le 10 juin 1381, Guillaume Paynel, seigneur de Hambye, l'un des deux capitaines pour le roi du pays de Normandie, certifie par lettres données à Carentan, « que Jean de Baudre estoit en sa compagnie pour servir le Roy, nostre Sire, suffisamment monté et armé ». En 1389, Guillaume de Crèvecœur étant évêque, Renon de Rampan lui rend aveu du fief de Rampan dépendant de la baronnie de Saint-Lô : « Service d'ost doit se faire et payer en la présence… du seigneur de Baudre ». Le 26 décembre 1390, Jean de Baudre « baille dénombrement à Révérend Père en Dieu, l'évesque de Coutances, sieur et baron de Saint-Lô, dud. fief et sîourie ».
En 1414, des lettres patentes du roi ordonnent que le sieur de Baudre et Richard son fils, « garderoient le château de Bonfossé (château de la Motte-l'Évêque à Saint-Ébremond-de-Bonfossé) appartenant a Jean de Marle, évesque de Coustances, et partant excuse du ban ». En 1463 et 1464, se fit une recherche de la noblesse par ordre du roi Louis XI. En la ville et sergenterie de Saint-Lô, seize hommes furent trouvés nobles. On y relève les noms de Jean de La Haize, Guillaume de Quesnequerin de Saint-Ouen et Guillaume de Baudre.
Le 12 décembre 1486, Eustace de Baudre fait hommage du fief de Baudre à Geoffroy Herbert, évêque de Coutances, baron de Saint-Lô.

### Temps modernes
En 1523, Jean de Baudre, écuyer, seigneur de Roncheray, de la Vallée et autres lieux, commandait la noblesse du Cotentin. Cette même année à Saint-Lô, devant Jean Le Venart, lieutenant de l'élection de Coutances, au siège de Saint-Lô, commissaire du Roi, Jean de Baudre baille sa généalogie et déclare que ses « prédécesseurs et luy subcessivement avoir de tous tems ny qu'il n'est mémoire d'homme au contraire, vescu noblement au service et ban du Roi, nostre Sire, Dict qu'il est personne noble, extraict de très noble lignée ».
Jean II de Baudre, écuyer et seigneur du lieu, commandait la noblesse du Cotentin. Il fit partie des gentilshommes présents à l'arrivée de François Ier à Saint-Lô le 15 avril 1532. Gilles et Guillaume de Baudre, après avoir pris le parti de la Réforme, font retour à la religion catholique en 1585 et 1586. Dans cette famille, on avait beaucoup d'enfants, ce qui fait qu'on retrouve des de Baudre dans divers endroits de la Manche et du Bessin.
En 1623, Marie-Magdeleine de Baudre de Soubressin épousa François Toustain, sieur de la Valette. De ce mariage naquit René Toustain de Billy qui devint plus tard curé du Mesnil-Opac (près de Saint-Lô) et fut l'historien des évêques de Coutances et des villes du Cotentin. Les de Baudre étaient peu riches et dans le « Rôle de la Noblesse du Cotentin en 1640 », on lit ceci à propos d'un Jacques de Baudre : « a Povre - Povre à présent - Est sorti d'une fille d'Aigneaux - Son père avait beaucoup de bien qui est ruiné à présent - gens qui porte l'épée et peu riches, etc. ».
Les représentants de la famille de Baudre étaient nombreux et il est possible d'en retrouver la trace dans la Manche et le Calvados tout au long des XIVe, XVe, XVIe, XVIIe et même XVIIIe siècles. C'est vers le début du XVIIe siècle que les de Baudre cessèrent de posséder la seigneurie de cette paroisse.
Comme Toustain de Billy, l'astronome Le Verrier, né à Saint-Lô, le 11 mars 1811, appartenait par sa mère, née de Baudre, à l'une des branches ayant fait souche dans le Calvados.
La famille de Baudre, l'une des plus nobles et des plus anciennes de Basse-Normandie, portait « d'argent au croissant de gueules accompagné de six merlettes de même, posées trois en chef et trois en pointe deux et une ».
Dès 1608, on trouve un nouveau seigneur en la personne de François du Buhot (ou du Bichot) lequel est qualifié sur les registres d'état civil de « sieur de Baudre ». Des de Baudre continuèrent à habiter Baudre. Guillaume de Baudre mourut à Saint-Ouen de Baudre et fut inhumé le 25 novembre 1634 dans l'église de la paroisse.
On sait qu'en 1742, le seigneur était Michel du Buhot (ou du Bichot), écuyer, patron honoraire de Saint-Ouen de Baudre. Il fut d'ailleurs l'objet, ainsi que le curé, d'une protestation adressée au roi par François de Baudre, chapelain du roi en l'abbaye de Montmartre qui prétendait qu'ils n'avaient cherché, lui et le curé, que leur intérêt au détriment de l'église.
Plus tard, on trouve en 1774 un d'Argouges, seigneur de Baudre, et en 1787, la seigneurie était passée à Léonor Kadot (1722-1805), écuyer, seigneur de Gerville et de Saint-Ouen de Baudre,, lequel assista à l'assemblée de la noblesse du bailliage de Coutances, réunie en 1789 dans la cathédrale de Coutances, en compagnie de son parent Charles Kadot de Sébeville, capitaine au régiment de Bourbon. En 1793, Léonor Kadot, renonça publiquement à ses droits féodaux par « brulement des titres »,.
En 1793, les villages de Saint-Ouen de Baudre et Fumichon sont réunis pour former la commune de Baudre.
Il faut aussi avoir une idée de l'état dans lequel vivaient les nobles de Baudre dont la paroisse comptait alors vingt-huit feux. En 1767, pour la confection des rôles de 1768, Antoine Hue, syndic de la paroisse, déclara qu'à Baudre « le territoire est un demi-tiers de bon fond, un demi-tiers médiocre et les deux autres mauvais ». Il estima la surface « par entendre dire » à 800 vergées environ.

## Politique et administration

### Tendances politiques et résultats
- Les électeurs de la commune placent Nicolas Mayer-Rossignol (Liste d'Union de la gauche) en tête au premier et au second tour des élections régionales 2015[30].

### Administration municipale
Le conseil municipal est composé de quinze membres dont le maire et deux adjoints.

## Population et société

### Démographie
L'évolution du nombre d'habitants est connue à travers les recensements de la population effectués dans la commune depuis 1793. Pour les communes de moins de 10 000 habitants, une enquête de recensement portant sur toute la population est réalisée tous les cinq ans, les populations de référence des années intermédiaires étant quant à elles estimées par interpolation ou extrapolation. Pour la commune, le premier recensement exhaustif entrant dans le cadre du nouveau dispositif a été réalisé en 2007.
En 2022, la commune comptait 595 habitants, en évolution de +9,78 % par rapport à 2016 (Manche : −0,31 %, France hors Mayotte : +2,11 %).
Baudre a compté jusqu'à 415 habitants en 1806. Ce maximum n'a été dépassé qu'au recensement 2006.
| 1793 | 1800 | 1806 | 1821 | 1831 | 1836 | 1841 | 1846 | 1851 |
| ---- | ---- | ---- | ---- | ---- | ---- | ---- | ---- | ---- |
| 377  | 368  | 415  | 364  | 374  | 397  | 363  | 360  | 370  |

| 1856 | 1861 | 1866 | 1872 | 1876 | 1881 | 1886 | 1891 | 1896 |
| ---- | ---- | ---- | ---- | ---- | ---- | ---- | ---- | ---- |
| 326  | 308  | 270  | 282  | 291  | 282  | 282  | 260  | 234  |

| 1901 | 1906 | 1911 | 1921 | 1926 | 1931 | 1936 | 1946 | 1954 |
| ---- | ---- | ---- | ---- | ---- | ---- | ---- | ---- | ---- |
| 223  | 228  | 232  | 213  | 224  | 234  | 254  | 256  | 212  |

| 1962 | 1968 | 1975 | 1982 | 1990 | 1999 | 2006 | 2007 | 2012 |
| ---- | ---- | ---- | ---- | ---- | ---- | ---- | ---- | ---- |
| 212  | 247  | 295  | 371  | 365  | 356  | 460  | 475  | 533  |

| 2017 | 2022 | - | - | - | - | - | - | - |
| ---- | ---- | - | - | - | - | - | - | - |
| 539  | 595  | - | - | - | - | - | - | - |

### Manifestations culturelles et festivités
Le week-end du dernier dimanche d'août a traditionnellement lieu la saint Ouen avec messe, repas champêtre, vide-greniers, courses pédestres.

### Enseignement
| Cycle  | Établissement public     | Établissement privé |
| ------ | ------------------------ | ------------------- |
| Écoles | École publique de Baudre |                     |

## Culture locale et patrimoine

### Lieux et monuments

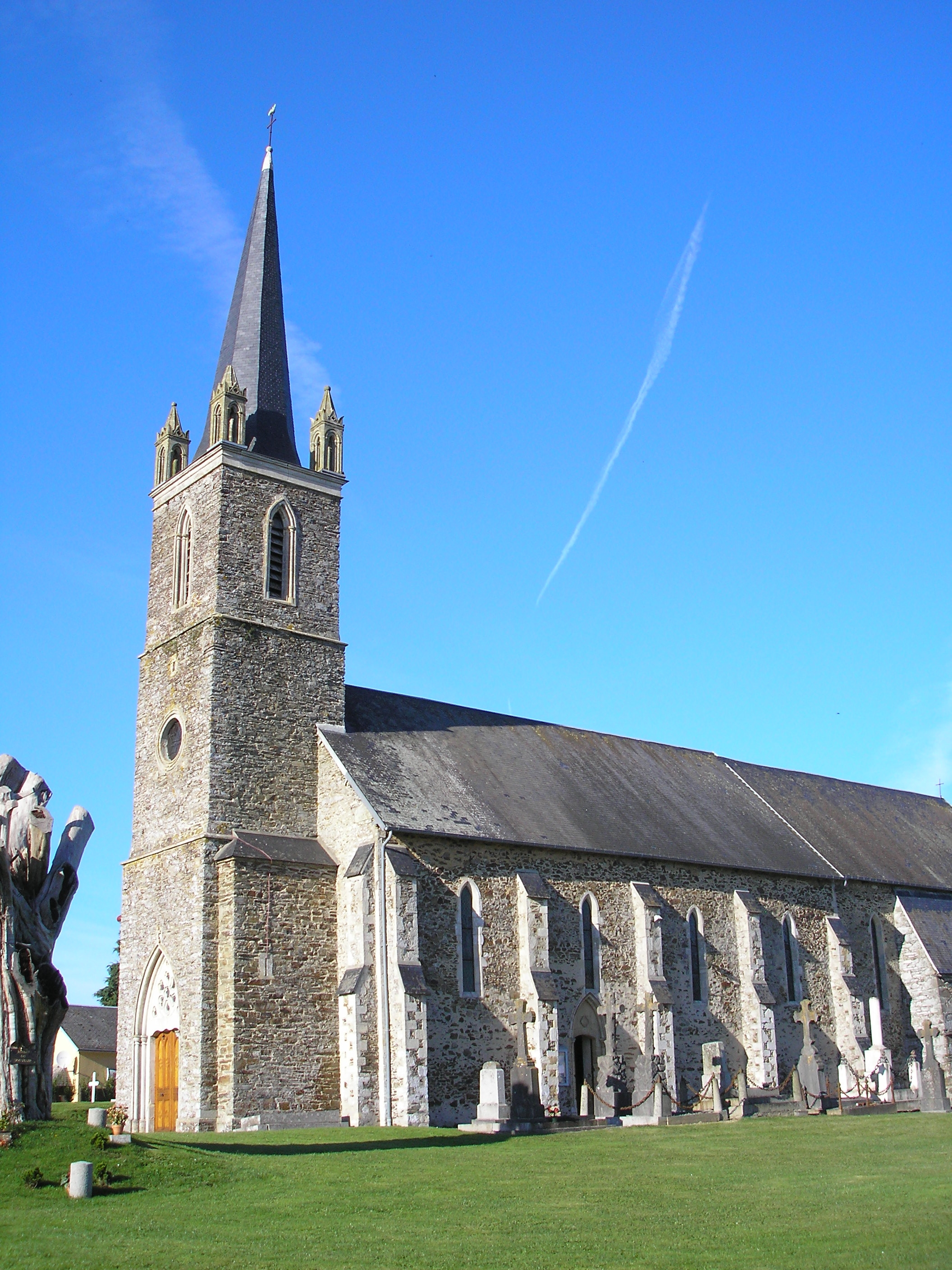
L'église Saint-Ouen.

- Église gothique Saint-Ouen (XIIIe, XIVe, XVIIIe et XIXe siècles), endommagée en 1944 et restaurée. L'église abrite un autel et un retable (XVIIe) provenant de l'ancienne église Saint-Thomas-de-Saint-Lô, ainsi qu'une chasuble classée au titre objet aux monuments historiques[27],[37].
- Le Hamel, château du XVIe siècle, avec à l'intérieur de belles cheminées datées de 1543 et 1550[27].
- Traces des douves de l'ancien château médiéval[27].

### Héraldique
| Armes de Baudre | Les armes de la ville se blasonnent ainsi : D'argent au croissant de gueules, accompagné de six merlettes du même, trois rangées en chef et trois en pointe, 2 et 1. |